# Millingport
 (mai 2025).
Millingport est une census-designated place située dans le comté de Stanly, dans l’État de Caroline du Nord, aux États-Unis. Lors du recensement de 2020, elle comptait 588 habitants.